# Terceira Batalha de Brega
A Terceira Batalha de Brega foi uma batalha da Guerra Civil Líbia de 2011 iniciada em 31 de março de 2011, na cidade líbia de Brega, após o fracasso da segunda ofensiva rebelde com o propósito de tomar Sirte que conduziria a uma segunda contra-ofensiva das tropas gaddafistas que naquele momento ameaçariam Brega.
Depois de vários dias de combates, as tropas leais a Muammar Gaddafi venceram. Os rebeldes fugiram para Ajdabiya, a última cidade que poderia mostrar resistência até Bengazi.